# Westdeutsche Akademie für Kommunikation
Die WAK – Westdeutsche Akademie für Kommunikation e. V. ist eine auf die Aus- und Weiterbildung in den Bereichen Werbung, Marketing und Kommunikation spezialisierte gemeinnützige Akademie mit Sitz in Köln.

## Geschichte
Mitte der 1950er Jahre vereinbarten Vertreter von Medien,  Industrie-, Handels- und Dienstleistungsunternehmen, darunter der Zeitungsunternehmer Kurt Neven DuMont, mit der Industrie- und Handelskammer zu Köln, gemeinsam eine praxisgerechte Aus- und Weiterbildung für die Werbe- und Marketingbranche zu realisieren. Sie wollten Dozenten engagieren, die im Tagesgeschäft erfolgreich waren und etablierten Praxisprojekte. Hierzu wurden Lehrinhalte konzeptioniert, welche vermitteln sollten, worauf es nach Vorstellung der Beteiligten im Berufsalltag ankommt. Da qualifizierte Nachwuchskräfte schwer zu finden waren, gründeten sie 1956 mit der  Rheinisch-Westfälischen Werbefachschule eine eigene Akademie, die dann 1968 in Westdeutsche Akademie für Kommunikation umbenannt wurde. Heute unterstützen 50 Unternehmen, Medien, Agenturen und Verbände aus dem Kölner Raum den Bildungsauftrag des Vereins durch ihre Mitgliedschaft. Die WAK e. V. wurde 2018 liquidiert.

## Lehrprogramm
Das Ausbildungsangebot der WAK beinhaltet zwei Tageslehrgänge und 8 Wochenend- und Abendlehrgänge, in denen unter anderem die berufliche Fortbildung Staatlich geprüfter Betriebswirt in Marketingkommunikation an der WAK-Fachschule entweder als Tages- oder berufsbegleitendes Fortbildung angeboten wird. Diese wird staatlich gefördert und ist für Interessenten mit kaufmännischer Vorbildung gedacht.
Der Unterricht findet in Köln-Bayenthal statt. Hierbei handelt es sich um eine Aufstiegsfortbildung und keineswegs um ein Hochschulstudium.
In den Lernagenturen sowie den Abschlussprüfungen sollen von den Teilnehmern reale Praxisprojekte von Themensponsoren, das heißt Unternehmen, Organisationen oder auch Einzelpersonen aus den Bereichen Industrie, Handel und Dienstleistung, bearbeitet und präsentiert werden.

## Ausbildungsangebote

### Tagessausbildungen
- Communications Management
- Staatlich geprüfter Betriebswirt Schwerpunkt Marketingkommunikation

### Abendausbildungen
- Communications Management
- Event-Marketing Management
- Marketing Management
- Media-Marketing Management
- Online-Marketing Management
- Public Relations Management
- Sales-Marketing Management
- Staatlich geprüfter Betriebswirt Schwerpunkt Marketingkommunikation

Für alle Ausbildungen besteht durch ein „Aufbaustudium“ die Möglichkeit, den Bachelor of Arts zu erwerben. Dieses Aufbaustudium wird in Kooperation mit der Europäischen Fachhochschule (EUFH) aus Brühl angeboten.

## Dr. Kurt Neven DuMont Medaille
Seit 1976 verleiht die Akademie jährlich die von Alfred Neven DuMont gestiftete Dr. Kurt Neven DuMont Medaille „für besondere Verdienste um die Werbung“.